# Control proporcional

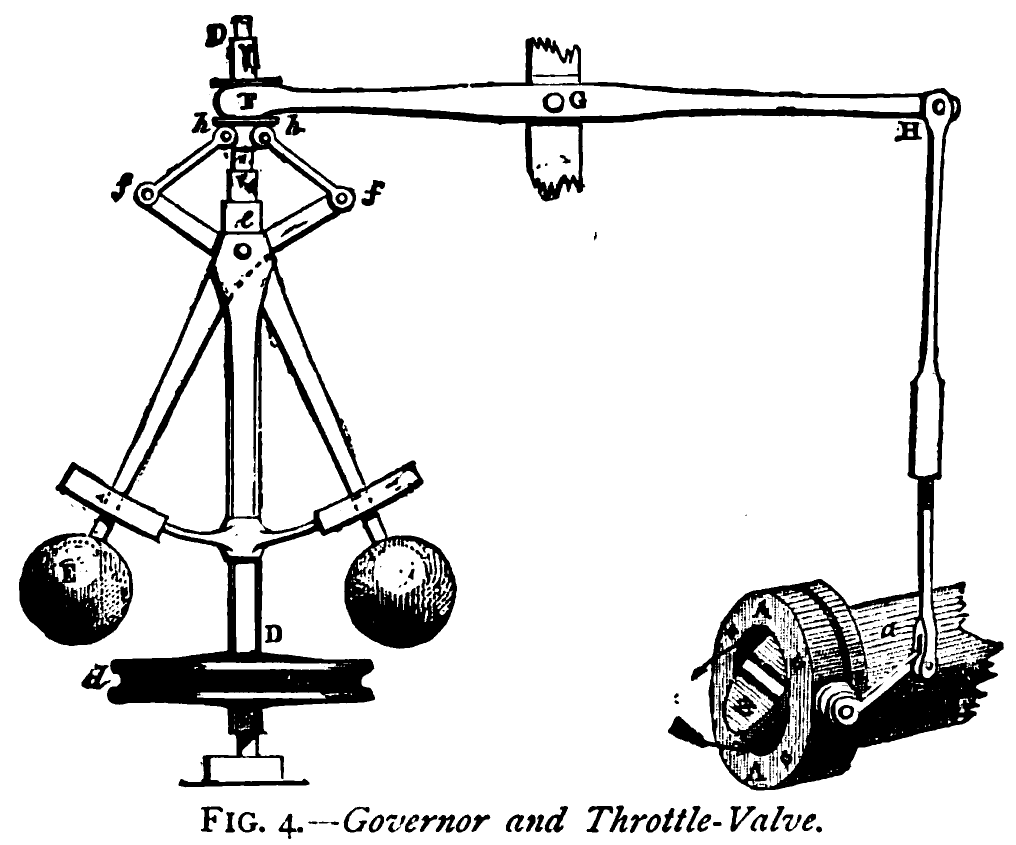
El regulador centrífugo es un típico ejemplo

Un sistema de control proporcional es un tipo de sistema de control de realimentación lineal. Dos ejemplos mecánicos clásicos son la válvula flotador de la cisterna del aseo y el regulador centrífugo.
El sistema de control proporcional es más complejo que un sistema de control encendido/apagado como por ejemplo un termostato interno bi-metálico, pero más sencillo que un sistema de control proporcional-integral-derivativo (PID) que se puede utilizar para controlar la velocidad de crucero de un automóvil. El sistema de control tipo encendido/apagado será adecuado en situaciones  donde el sistema en general tiene un tiempo de respuesta relativamente largo, pero dará lugar a un comportamiento inestable si el sistema que está siendo controlado tiene un tiempo de respuesta breve. El control proporcional resuelve este problema de comportamiento mediante la modulación de la salida del dispositivo de control, como por ejemplo con una válvula cuyo paso se varía en forma continua.
Una analogía con el control de encendido/apagado es conducir un automóvil mediante la aplicación de potencia y variando el ciclo de trabajo para controlar la velocidad. La potencia se aplica hasta que se alcanza la velocidad deseada, y luego se deja de alimentar con nafta el motor, así el automóvil ira reduciendo su velocidad por efecto de la fricción de sus partes y el rozamiento con el aire. Cuando la velocidad cae por debajo del valor objetivo, con una cierta histéresis, de nuevo se aplica plena potencia al motor alimentando con nafta. Se puede observar que esto se parece a la modulación de ancho de pulso, pero obviamente como resultado da un control pobre con grandes variaciones en la velocidad. Cuanto más potente es el motor, mayor es la inestabilidad y cuanto mayor sea la masa del automóvil, mayor es la estabilidad. La estabilidad se puede expresar como una correlación de la relación potencia-peso del vehículo.
El control proporcional es el tipo de control que utilizan la mayoría de los controladores que regulan la velocidad de un automóvil. Si el automóvil se encuentra moviéndose a la velocidad objetivo y la velocidad aumenta ligeramente, la potencia se reduce ligeramente, o en proporción al error (la diferencia entre la velocidad real y la velocidad objetivo), de modo que el automóvil reduce la velocidad poco a poco y la velocidad se aproxima a la velocidad objetivo, por lo que el resultado es un control mucho más suave que el control tipo encendido/apagado.
Otras mejoras tales como el uso de un lazo de control PID ayudarían a compensar las variables adicionales como los picos, donde la cantidad de energía necesaria para un cambio de velocidad dada variaría. Esto se explica por la función integral del control PID.

## Teoría del control proporcional
En el algoritmo de control proporcional, la salida del controlador es proporcional a la señal de error, que es la diferencia entre el punto objetivo que se desea y la variable de proceso. En otras palabras, la salida de un controlador proporcional es el resultado del producto entre la señal de error y la ganancia proporcional.
Esto puede ser expresado matemáticamente como
donde
- {\displaystyle P_{\mathrm {out} }}: Salida del controlador proporcional
- {\displaystyle K_{p}}: Ganancia proporcional
- {\displaystyle e(t)}: Error de proceso instantáneo en el tiempo t. {\displaystyle e(t)=SP-PV}
- SP: Punto establecido (Set Point)
- PV: Variable de Proceso (Process Variable)